# Bladsävstjärnarna (västra)
Bladsävstjärnarna (västra) är en sjö i Ovanåkers kommun i Hälsingland och ingår i Ljusnans huvudavrinningsområde.